# Echsen
Echsen ist die biologisch nicht eindeutige Bezeichnung für ein zu den Reptilien bzw. Sauropsiden gehörendes Taxon. Die gängigsten Definitionen stellen die Echsen entweder als Unterordnung zu den Schuppenkriechtieren oder ordnen ihnen alle heute lebenden Reptiliengruppen (traditionell unter Ausschluss der Schildkröten) zu. Der erstgenannten Gruppe wird der wissenschaftliche Name Lacertilia zugewiesen, der zweitgenannten der Name Sauria (altgriechisch σαῦρος sauros „Eidechse, Salamander“). Verwirrenderweise wird der Name „Sauria“ aber auch synonym zu Lacertilia verwendet, sodass man nur anhand des Kontextes bzw. bei Angabe des entsprechenden Autors erkennen kann, welches Taxon gemeint ist. 
In jedem Fall handelt es sich bei den Echsen aber um ein paraphyletisches Taxon, da manche seiner Vertreter näher mit „Nicht-Echsen“ (insbesondere den Schlangen) verwandt sind als mit anderen Echsen. Die als Echsen im weiteren Sinne geltenden Krokodile sind näher mit den Vögeln verwandt als mit anderen Reptilien.

## Etymologie
Die Bezeichnung „Echsen“ wurde 1816 von Lorenz Oken aus der etymologisch wahrscheinlich inkorrekten * Verkürzung von „Eidechsen“ geschaffen. Im dritten Teil seines Werkes Lehrbuch der Naturgeschichte dient sie als Alternativname für seine Ordnung „Vogellurche“, die sowohl Krokodile beinhaltet als auch zahlreiche Arten, die in der heute noch gebräuchlichen klassischen Systematik unter dem Namen „Lacertilia“ (siehe Echsen im engeren Sinn) zusammengefasst werden.

## Echsen im engeren Sinn

### Konzept
Echsen (Lacertilia; auch Sauria MacCartney 1802) sind in der klassischen zoologischen Systematik eine Unterordnung der Schuppenkriechtiere (Squamata). Die andere traditionelle Unterordnung der Schuppenkriechtiere ist die der Schlangen (Serpentes). Im Gegensatz zu diesen haben die meisten Echsen voll entwickelte Gliedmaßen. Eine Ausnahme bilden die Schleichen. Die Echsen unterscheiden sich aber von den Schlangen durch eine Anzahl weiterer Merkmale. Schlangen haben z. B. nur eine einzelne Reihe sehr breiter ventraler (bauchseitig gelegener) Schuppen, während die Echsen mehrere Reihen schmalerer Schuppen aufweisen.
Die Lacertilia werden traditionell in vier Teilordnungen gegliedert:
- Leguanartige (Iguania): Leguane, Agamen, Chamäleons etc.
- Geckoartige (Gekkota): Geckos und Verwandte
- Skinkartige (Scincomorpha): Skinke, Eidechsen, Gürtelschweife etc.
- Schleichenartige i. w. S. (Anguimorpha): Schleichen, Warane, Krustenechsen etc.

Aus dem Blickwinkel der Kladistik handelt es sich bei den Echsen im Sinne der klassischen Systematik um eine paraphyletische Gruppe: Die Gegenüberstellung von Schlangen und Echsen ist nicht haltbar, da Schlangen offenbar enger mit einer bestimmten Echsen-Gruppe, nämlich den Waranen, verwandt sind, als die Warane mit anderen Echsen-Gruppen. Daraus folgt wiederum, dass Schlangen vermutlich aus waranartigen Echsen hervorgingen und somit eigentlich selbst „Echsen“ sind. Echsen sind somit besser als ein Organisationsgrad (engl.: grade) in der Evolution der Schuppenkriechtiere zu verstehen.

### Traditionelle Systematik der Unterordnung Lacertilia
- Teilordnung Leguanartige (Iguania)
  - Familie Agamidae (Agamen)
  - Familie Chamaeleonidae (Chamäleons)
  - Familie Iguanidae (Leguane)
  - Familie Corytophanidae (Basilisken und Verwandte)
  - Familie Crotaphytidae (Halsbandleguane)
  - Familie Hoplocercidae
  - Familie Leiocephalidae (Maskenleguane)
  - Familie Leiosauridae
  - Familie Liolaemidae
  - Familie Opluridae (Glattkopfleguane)
  - Familie Phrynosomatidae (Stachelleguane)
  - Familie Polychrotidae (Anoles)
  - Familie Tropiduridae (Erdleguane, Kielschwanzleguane)
- Teilordnung Geckoartige (Gekkota)
  - Familie Gekkonidae (Geckos)
  - Familie Pygopodidae (Flossenfüße)
  - Familie Dibamidae (Schlangenschleichen)
- Teilordnung Skinkartige (Scincomorpha)
  - Familie Scincidae (Skinke)
  - Familie Lacertidae (Echte Eidechsen)
  - Familie Teiidae (Schienenechsen)
  - Familie Cordylidae (Gürtelechsen)
  - Familie Gerrhosauridae (Schildechsen)
  - Familie Gymnophthalmidae
  - Familie Xantusiidae (Nachtechsen)
- Teilordnung Schleichenartige i. w. S. (Anguimorpha)
  - Überfamilie Schleichenartige i. e. S. (Diploglossa)
    - Familie Anguidae (Schleichen)
    - Familie Anniellidae (Ringelschleichen)
    - Familie Xenosauridae (Höckerechsen)

  - Überfamilie Waranartige (Platynota = Varanomorpha = Varanoidea)
    - Familie Varanidae (Warane)
    - Familie Lanthanotidae (Taubwarane)
    - Familie Helodermatidae (Krustenechsen)

## Echsen im weiteren Sinn
Bezieht man auch Brückenechsen und Krokodile („Panzerechsen“) in den Begriff mit ein, nutzt ihn also im ursprünglichen, Oken’schen Sinn, bezeichnet „Echse“ nur mehr ein auf allen vier Beinen gehendes Reptil mit eher langem Schwanz und eher kurzem Hals, steht also für den typischen „Echsenhabitus“. Dieser Habitus ist evolutionsgeschichtlich sehr alt. Bereits die frühesten Reptilien wie z. B. Hylonomus aus dem Karbon besaßen ihn, wobei ihnen dieser wiederum von ihren amphibischen Vorfahren vererbt wurde.
In dieser Hinsicht ist es auch nicht verwunderlich, dass in allgemeinsprachlich-populärwissenschaftlichem Zusammenhang alle im Laufe der Erdgeschichte ausgestorbenen, eher großwüchsigen Amphibien und Reptilien als „Saurier“ bezeichnet werden.
Das Großtaxon „Sauria“, das 1988 vom US-amerikanischen Wirbeltier-Paläontologen und Kladisten Jacques Gauthier errichtet wurde, umfasst jedoch nicht alle Reptilien mit Echsenhabitus oder gar alle äußerlich ähnlichen Landwirbeltiere, sondern die Diapsiden-Kronengruppe, das heißt alle heute lebenden Diapsidenarten und deren fossile Verwandte. Damit sind einige „primitive“, allerdings durchaus echsenähnliche „echte“ Reptilien, wie die Bolosaurier, die Procolophoniden oder die „Protorothyrididen“, und sogar die ersten Diapsiden (z. B. Petrolacosaurus) nicht inbegriffen, dafür aber die Vögel als rezente Dinosaurier.